# Thatcher (Arizona)
Thatcher – miasto w Stanach Zjednoczonych, w stanie Arizona, w hrabstwie Graham.